# Czernowitzer Deutsche Tagespost
Die Czernowitzer Deutsche Tagespost war eine deutschsprachige Tageszeitung, die von 1924 bis 1940 in Czernowitz (ukr. Tscherniwzi, rum. Cernăuți) im Königreich Rumänien erschienen ist. Sie fungierte als Sprachrohr deutschnationaler Organisationen und Kulturvereine in der ehemals österreichischen, 1918 jedoch rumänisch gewordenen Bukowina. Nachdem der "Deutsche Volksrat" die "Deutsche Zeitungsgenossenschaft" gegründet hatte, um eine amtliche Tageszeitung der deutschsprachigen Bevölkerung in Rumänien herauszugeben, wurde die neue Deutsche Tagespost zunächst in Hermannstadt (rum. Sibiu) redigiert und gedruckt. In Czernowitz entstand unter der Redaktion von Bruno Skrehunetz, dem ehemaligen Chefredakteur des Czernowitzer Morgenblatts, lediglich eine lokale Beilage. Nach der Vereinigung der Deutschen Tagespost mit dem Siebenbürgisch-Deutschen Tageblatt erschien die Czernowitzer Deutsche Tagespost ab 1926 als unabhängiges Blatt mit Redaktionssitz in Czernowitz. Die Zeitung setzte sich mit Nachdruck für die Gleichberechtigung der Deutschen in Schule, Kirche und Politik ein. Ein besonderes Anliegen war die Schulpolitik und der Erhalt des deutschsprachigen Schulsystems im rumänischen Staat. In den 1930er Jahren stand die Zeitung zunehmend unter dem Einfluss nationalsozialistischer Ideologie. Beispielhaft dafür war die Rubrik "Jüdische Rundschau", die Stimmung machte gegen die jüdische Bevölkerung Rumäniens. Infolge der sowjetischen Besetzung der Nordbukowina musste die Czernowitzer Deutsche Tagespost im Juni 1940 ihr Erscheinen einstellen.